# آيريتام
آيريتام هي بلدة في مقاطعة جيراقجي في ولاية قشقداريا في أوزبكستان.